# Matthew "Mdot" Finley
Matthew "Mdot" Finley (Dayton, Ohio; 12 de julio de 1987), más conocido como "Mdot", es un cantante de R&B estadounidense, músico, escritor, actor, bailarín, y productor musical estadounidense. Es conocido por su papel como Luke Williams en la secuela de la Película Original de Disney Channel, Camp Rock 2: The Final Jam que se estrenó en Estados Unidos el 3 de septiembre de 2010.

## Biografía
Finley nació en Dayton, Ohio, hijo de Anthony Finley y Rhonda Charmaine Allen. Fue hijo único y desde que nació fue preparado para el éxito. Tanto es así, que al tener diez meses ya hizo un comercial y aún continua apareciendo en comerciales para radios, televisiones a nivel nacional. Matthew ha demostrado su gran libertad frente a las cámaras, como a los micrófonos, ya que sus grandes habilidades para cantar le han servido para darse a conocer a nivel mundial como Mdot. Jewish
Matthew es un alumno de Berklee College of Music en Boston, Massachusetts donde acude a tiempo parcial.

## Carrera como cantante
Es un vocalista que sabe tocar cinco instrumentos (piano, saxofón, batería, bajo y guitarra), Mdot también ha escrito todas sus canciones y tiene un gran catálogo de canciones que varían de género. Cuando apareció en el programa de MTV, Becoming, Mdot fue de gira y sirvió de telonero para artistas como Marques Houston, Day 26, Fanny Pak, Lil' Mama, Ciara, Yung Joc, Dem Franchise Boys, Rick Ross, Lil' Romeo, Ruff Endz, Howard Hewitt, Talib Kwali and Mos Def.

## Carrera como actor
Su primer papel principal fue Camp Rock 2: The Final Jam, película que lo hizo conocido a nivel mundial y en la que coincidió con Demi Lovato, Joe Jonas, Kevin Jonas, Nick Jonas, Alyson Stoner, Meaghan Jette Martin, y Chloe Bridges, Mdot (Luke Williams) interpretó a un cantante con aires de listillo y uno de los líderes de Camp Star, bando rival de Camp Rock, que reta a Camp Rock para ver que campamento tiene más talento.

## Discografía
| Año  | Título                                           | Álbum                                     |
| ---- | ------------------------------------------------ | ----------------------------------------- |
| 2010 | «Fire»                                           | Camp Rock 2: The Final Jam (banda sonora) |
| 2010 | «Walkin' In My Shoes» (con Meaghan Jette Martin) | Camp Rock 2: The Final Jam (banda sonora) |
| 2010 | «Tear it Down» (con Meaghan Jette Martin)        | Camp Rock 2: The Final Jam (banda sonora) |
| 2009 | «Swagg»                                          | Sencillo                                  |
| 2009 | «A Million...»                                   | Sencillo                                  |

## Filmografía
| Año  | Título                     | Rol           | Notas                         |
| ---- | -------------------------- | ------------- | ----------------------------- |
| 2004 | Soul of a Juggernaut       | Nathan (PA)   |                               |
| 2010 | Camp Rock 2: The Final Jam | Luke Williams | Disney Channel Original Movie |

## Premios y nominaciones
| Año  | Premio                       | Categoría             | Trabajo  | Resultado |
| ---- | ---------------------------- | --------------------- | -------- | --------- |
| 2007 | Urban Threshold Music Awards | "Mejor Hombre de R&B" | Él mismo | Ganador   |